# Петър Гърков
Петър Йосифов Гърков, известен и като Попето или Брадата, е български революционер и горянин, борец срещу комунистическата власт в България, и в частност в Пиринска Македония, след Деветосептемврийския преврат.

## Биография
Петър Гърков е роден на 15 март 1912 година в Сенокос. Произлиза от средно селско семейство, завършва трети клас, жител е на село Брежани, където е чиновник в общината, а преди това и в кооперацията.
Петър Гърков е деен член на ВМРО на Иван Михайлов. По време на Втората световна война като доброволец участва в ловните роти в бивша Югославия. Бил е с чин фелдфебел, участва в редица акции срещу партизаните, организира контрачета за преследване на партизаните и агитира срещу тях в Пиринска Македония. Организира и Ратническата организация в Брежани, участва и в ловните дружини в Дупнишко и в акции в град Рила.
След Деветосептемврийския преврат през 1944 година Петър Гърков става член на БЗНС и участва на изборите за кмет в Брежани. След неуспех преминава в редовете на „Звено“. Като секретар на ОФ комитет издава удостоверения на реакционно настроени младежи и ги назначава на общинските постове.
От 21 ноември 1947 година минава в нелегалност и се присъединява към четата на Герасим Тодоров, на която е секретар. Редовно пише предупредителни писма до комунистите в Брежани, които не спират да тероризират семейството и близките му. Остава един от най-доверените хора на Герасим Тодоров. На 30 март 1948 година четата е обградена в махалата на Влахи Въчковци. След многочасово сражение и смъртта на няколко четници, Гърков заедно с братя Руйчеви, Георги Сучев и войводата Герасим Тодоров се самоубива, за да не бъде заловен.